# 张德华 (1962年)
张德华（1962年—），湖北钟祥人，汉族，中华人民共和国政治人物、第十二届全国人民代表大会湖北地区代表。

## 生平
加入中国共产党，担任湖北彭墩科技集团董事长。2013年，担任全国人大代表。